# رئيس أنغولا
رئيس جمهورية أنغولا (بالبرتغالية: Presidente da República de Angola‏) يعد على حد سواء رئيس الدولة ورئيس الحكومة في أنغولا. وفقا للدستور الذي اقر في عام 2010، وألغي منصب رئيس الوزراء؛ وخولت السلطة التنفيذية إلى رئيس الدولة الذي لديه أيضاً جزء من السلطات التشريعية، كما أنه يستطيع أن يحكم بمرسوم رئاسي.
يعود منصب الرئيس إلى استقلال أنغولا عن البرتغال. عقد أغوستينو نيتو موقف حركته عندمافاز شعبية الماركسية ثم لتحرير أنغولا (MPLA)السيطرة على البلاد من البرتغاليين. نجح خوسيه إدواردو دوس سانتوس عندما توفي في عام 1979 نيتو،
تحت قيادة دوس سانتوس، أصبحت أنغولا ديمقراطية متعددة الأحزاب. أعيد انتخاب دوس سانتوس بالانتخابات، التي عقدت في عام 1992، مع 49٪ من الأصوات. ادعى الخصم دوس سانتوس، وجوناس سافيمبي من الاتحاد الوطني للاستقلال التام لحزب (الاتحاد الوطني) أنغولا، أن الانتخابات كانت مزورة.
في يناير 2010 وافقت الجمعية الوطنية على الدستور الجديد، الذي ينص على أن زعيم حزب مع أكبر عدد من المقاعد في الجمعية أن يصبح رئيسا، بدلا من تصويت الجمهور التي تحدث. الدستور الجديد يحد أيضا رئيس لخدمة فترتين، على الرغم من أنها لا تعول حيث خدم حتى الآن، وألغى منصب رئيس الوزراء واستبدل بمنصب نائب الرئيس.